# Planeta s vázanou rotací
Planeta s vázanou rotací (anglicky Eyeball planet) je planeta, která je rotačně vázaná ke svojí mateřské hvězdě. To znamená, že jedna její strana je trvale a pod neměnným úhlem nastavená ke hvězdě, kterou obíhá, zatímco druhá strana planety zůstává trvale odvrácená a přetrvává na ní nikdy nekončící noc. Planety s vázanou rotací většinou obíhají kolem mnohem menších a slabších hvězd, než je Slunce. Obzvláště časté jsou u červených trpaslíků. Až na vzácné výjimky je většina planet obíhajících červené trpaslíky rotačně vázaná.
Vzhledem k tomu, že červení trpaslíci v nejbližším okolí sluneční soustavy tvoří až 75 % všech hvězd, nejsou rotačně vázané planety nijak neobvyklé. Naopak, jde o převažující typ planet v mléčné dráze, ještě mnohem častější, než planety rotačně nevázané, které jsou typické pro sluneční soustavu. Zajímavostí je, že většina aktuálně známých potenciálně obyvatelných planet obíhá červené trpaslíky, a až na vzácné výjimky, mají tyto planety vázanou rotaci.

## Podmínky
Na planetách s vázanou rotací neexistuje střídání dne a noci, ani jakýchkoliv ročních období. Hvězda, kterou planeta obíhá, je nejčastěji červený trpaslík spektrální třídy M, vyzařující na rozdíl od slunce světlo se silně oranžovým až červeným nádechem. Takové „slunce“ zůstává na obloze trvale na stejném místě. Jediné, co určuje jeho pozici na nebi, je zeměpisná šířka a délka. V centrální části přivrácené strany je na obloze vysoko. Směrem k pólům, a na západ a východ, je na obloze níže, v blízkosti přechodu mezi přivrácenou (osvětlenou) a odvrácenou (neosvětlenou) stranou planety je už jenom kousek nad obzorem. V každém případě však platí, že „slunce“ je pevný bod na obloze, který zůstává na svém místě.
Na odvrácené straně planety je pak naopak trvalá tma. Jen na okrajích odvrácené strany jsou zóny trvalého soumraku, kde je alespoň trochu světla, ale „slunce“ zůstává trvale pod obzorem. Světlo sem můžou odrazit sousední planety v dané planetární soustavě. Na rozdíl od té sluneční, v soustavách okolo červených trpaslíků planety obíhají velmi blízko u sebe, a tak na zdejší obloze můžou mít podobnou velikost, jako má při pohledu ze země měsíc. Tím se i na odvrácenou stranu může dostat nějaké, byť velmi oslabené, světlo. 

## Klima
Klimaticky se rozlišují dva hlavní druhy planet s vázanou rotací: chladné a studené. U většiny planet, které obíhají mimo možnou obyvatelnou zónu, rozlišování nemá příliš smysl. Pokud jsou blízko mateřské hvězdy, přivrácená strana je extrémně horká, a ta odvrácená naopak extrémně studená. A pokud jsou ve větší vzdálenosti, budou zmrzlé obě dvě poloviny planety, jak ta přivrácená, tak odvrácená. Ale v případě planet v možné obyvatelné zóně, které mají atmosféru a je na nich voda nebo jiná tekutina, hraje velkou roli rozdělení do dvou následujících typů:

### Chladný typ

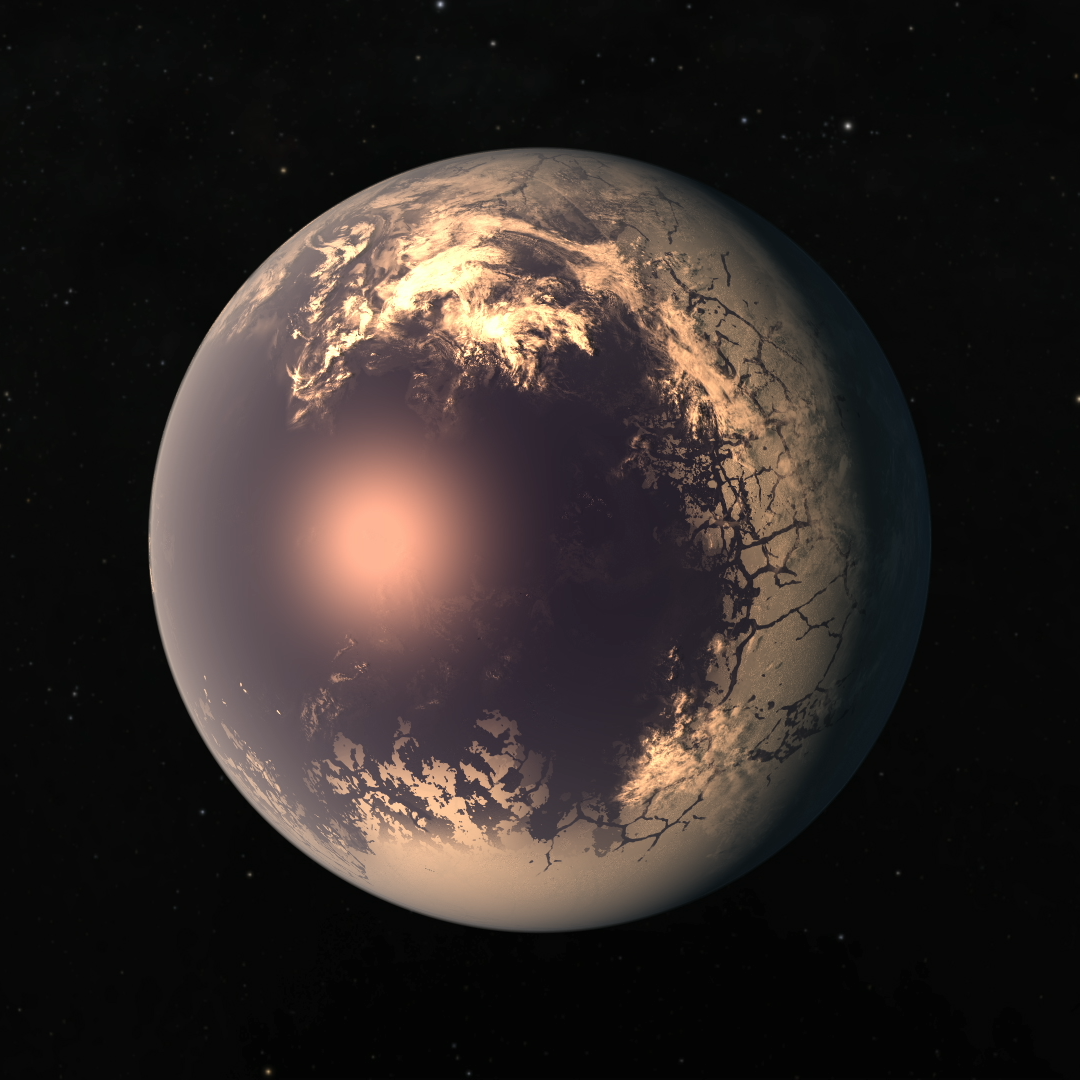
Příklad chladné planety s vázanou rotací

Je vzdálenější od mateřské hvězdy a má teplotně příznivé podmínky na přivrácené straně. Předpokládá se, že vlivem slapových sil, může být při dostatečném množství vody nebo jiné tekutiny uprostřed přivrácené strany teplý oceán, který je ze všech stran obkroužený pevninou, na které se dá alespoň při pobřežích předpokládat příznivé vlhké klima. Směrem k přechodu mezi osvětlenou a neosvětlenou stranou, pak tato pevnina přechází ve věčně zmrzlé ledové pláně odvrácené strany.

### Horký typ

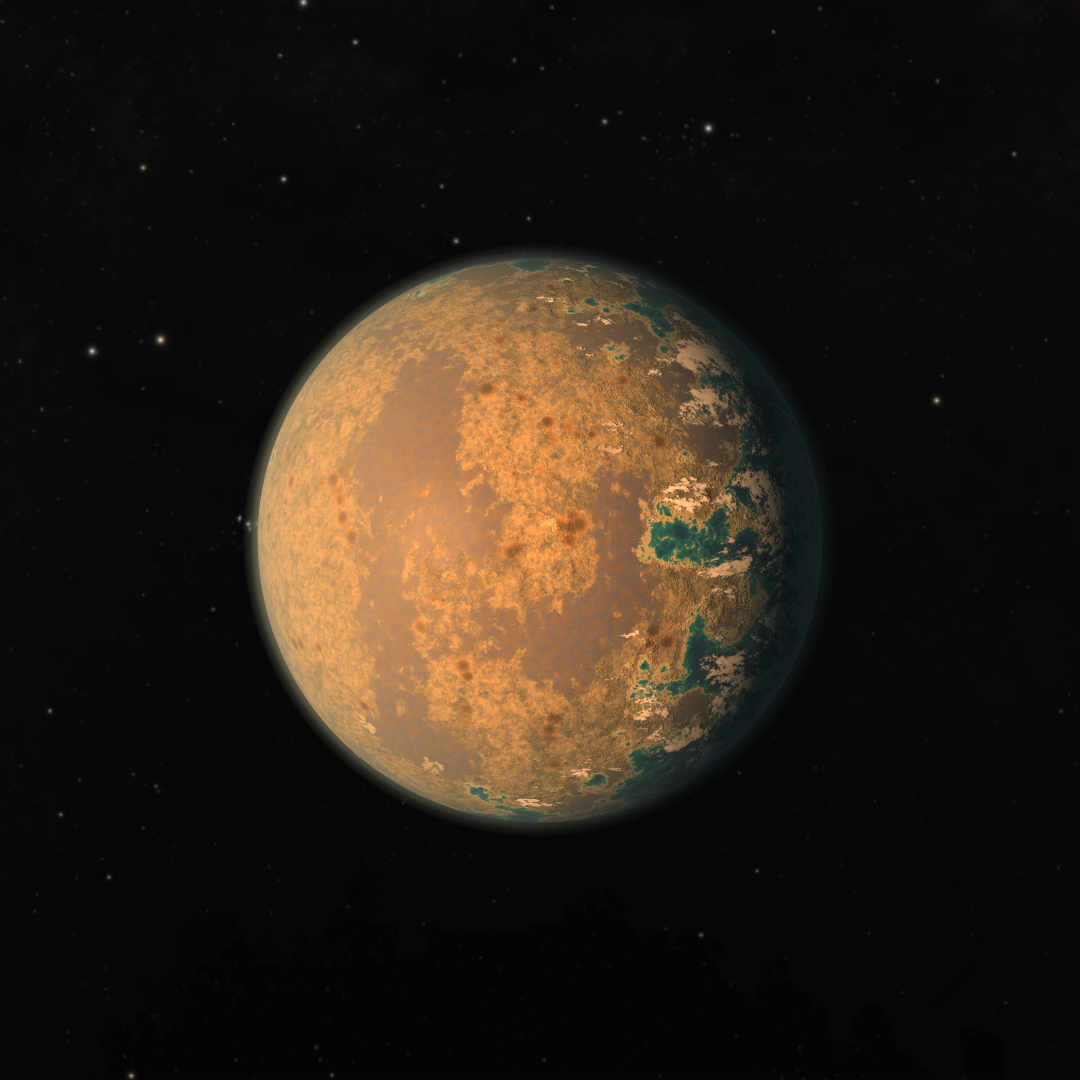
Příklad horké planety s vázanou rotací

Nachází se blíže k mateřské hvězdě. Přivrácená strana je velmi horká a z většiny neobyvatelná. Extrémní žár na ní způsobuje, že se veškerá přítomná voda rychle vypaří a vzdušným prouděním je přenesena na odvrácenou stranu, kde zmrzne. Tím je většina vody na planetě konzervovaná na odvrácené straně ve formě věčného ledu, což znamená, že na takové planetě budou velmi suché podmínky s minimem oblačnosti a atmosférických srážek. Odvrácená strana planety je tak naprostým kontrastem přivrácené strany. Zmrzlá ledovcová krajina, ponořená do věčné tmy. 
Jediná oblast, která může být potenciálně obyvatelná, je úzká zóna na přechodu mezi osvětlenou a neosvětlenou stranou, kde ledovce roztávají, a tím vznikají jezera a řeky. Vzhledem k mnohem nižšímu množství vody v atmosféře zde pravděpodobně bude i mnohem méně oblačnosti, což přispívá k větším rozdílům teplot mezi přivrácenou a odvrácenou stranou. Díky tomu tato přechodná oblast mezi odvrácenou a přivrácenou stranou může čelit v závislosti na proudění větrů výrazným teplotním výkyvům.

## Srovnání se Zemí
Klima na rotačně vázaných planetách lze jen velmi těžko přirovnat k tomu na Zemi. Jde o odlišné světy fungující na odlišném principu. Co se počasí týká, nejbližší pozemské přirovnání by byly pacifické ostrovy v okolí rovníku, kde celoroční teplotní výkyvy nebývají větší než 10°C. Pro oblasti méně teplé, u přechodu mezi studenou a teplou částí planety (může být i daleko před přechodem mezi noční a denní stranou), by mohly být klimaticky odpovídající  ostrovy Macquarie. A pro odvrácenou stranu by nejcharakterističtější bylo období polární noci na jižním pólu.
Pro planety s vázanou rotací je typické, že jen malá část jejich povrchu je obyvatelná. Zato se ale dá předpokládat, že obyvatelná část jejich povrchu může mít pro vznik života velmi dobré podmínky, protože na rozdíl od Země je zdejší klima vysoce stabilní a neměnné. Navíc planety s vázanou rotací obíhající červené trpaslíky mají mnohonásobně více času na rozvoj života, jelikož jejich mateřská hvězda má oproti jiným typům hvězd extrémně dlouhou životnost.